# Rogers Kibet
Rogers Kibet (* 26. März 2003) ist ein ugandischer Leichtathlet, der sich auf den Langstreckenlauf spezialisiert hat. 

## Sportliche Laufbahn
Erste Erfahrungen bei internationalen Meisterschaften sammelte Rogers Kibet im Jahr 2022, als er bei den U20-Weltmeisterschaften in Cali in 7:50,95 min den fünften Platz im 3000-Meter-Lauf belegte und über 5000 Meter mit 14:07,71 min ebenfalls auf Rang fünf gelangte. Im Jahr darauf wurde er bei den Crosslauf-Weltmeisterschaften 2023 in Bathurst nach 30:40 min 15. im Einzelrennen und sicherte sich in der Teamwertung die Bronzemedaille hinter den Teams aus Kenia und Äthiopien. Im August startete er im 10.000-Meter-Lauf bei den Weltmeisterschaften in Budapest und gelangte dort nach 29:10,07 min auf Rang 22.

## Persönliche Bestzeiten
- 3000 Meter: 7:50,95 min, 5. August 2022 in Cali
- 5000 Meter: 13:14,68 min, 28. Mai 2022 in Oordegem
- 10.000 Meter: 27:31,08 min, 5. Juni 2022 in Hengelo
- 10-km-Straßenlauf: 27:07 min, 15. Januar 2023 in Valencia